# 안길호
안길호는 대한민국의 프로듀서이다. 2007년에 SBS 프로덕션에 입사하여 2016년에 퇴사하였다.

## 학력 및 경력
- SBS프로덕션 제작본부 제작1팀 프로듀서
- SBS플러스 제작본부 드라마팀 프로듀서

## 작품

### 드라마
- 2007년 SBS 월화 미니시리즈 《사랑하는 사람아》 ... 조연출
- 2007년 SBS 금요드라마 《8월에 내리는 눈》 ... 조연출
- 2008년 SBS 금요드라마 《우리집에 왜왔니》 ... 조연출
- 2008년 SBS 저녁 일일연속극 《애자 언니 민자》 ... 조연출
- 2012년 SBS 드라마스페셜 《옥탑방 왕세자》 ... 공동연출
- 2013년 SBS 주말극장 《원더풀 마마》 ... 조연출
- 2014년 SBS 플러스 월화 미니시리즈 《여자만화 구두》 ... 공동연출
- 2014년 SBS 저녁 일일연속극 《사랑만 할래》 ... 연출
- 2015년 SBS 플러스 월, 수, 일 미니시리즈 《당신을 주문합니다》 ... 연출
- 2015년 SBS 월화 미니시리즈 《미세스 캅 시즌 1》 ... 공동연출
- 2016년 SBS 아침 일일연속극 《내 사위의 여자》 ... 연출
- 2017년 tvN 주말 미니시리즈 《비밀의 숲 시즌 1》 ... 연출
- 2018년 tvN 주말 미니시리즈 《알함브라 궁전의 추억》 ... 연출
- 2019년 OCN 토일 오리지널 드라마 《WATCHER》 ... 연출
- 2020년 tvN 월화 미니시리즈 《청춘기록》 ... 연출
- 2022년 tvN 금토 미니시리즈 《해피니스》 ... 연출
- 2023년 넷플릭스 오리지널 드라마 《더 글로리》 ... 연출
- 2025년 일본 아마존 동영상 스트리밍 서비스 '프라임비디오' 《내 남편과 결혼해줘》 ... 연출

### 영화
- 2014년 《여자만화구두 극장판》 - 감독

## 수상 및 후보
| 연도 | 시상식              | 부문          | 작품                 | 결과 |
| ---- | ------------------- | ------------- | -------------------- | ---- |
| 2018 | 제54회 백상예술대상 | TV부문 연출상 | 비밀의 숲            | 후보 |
| 2019 | 제55회 백상예술대상 | TV부문 연출상 | 알함브라 궁전의 추억 | 후보 |